# Osiedle Bagienna

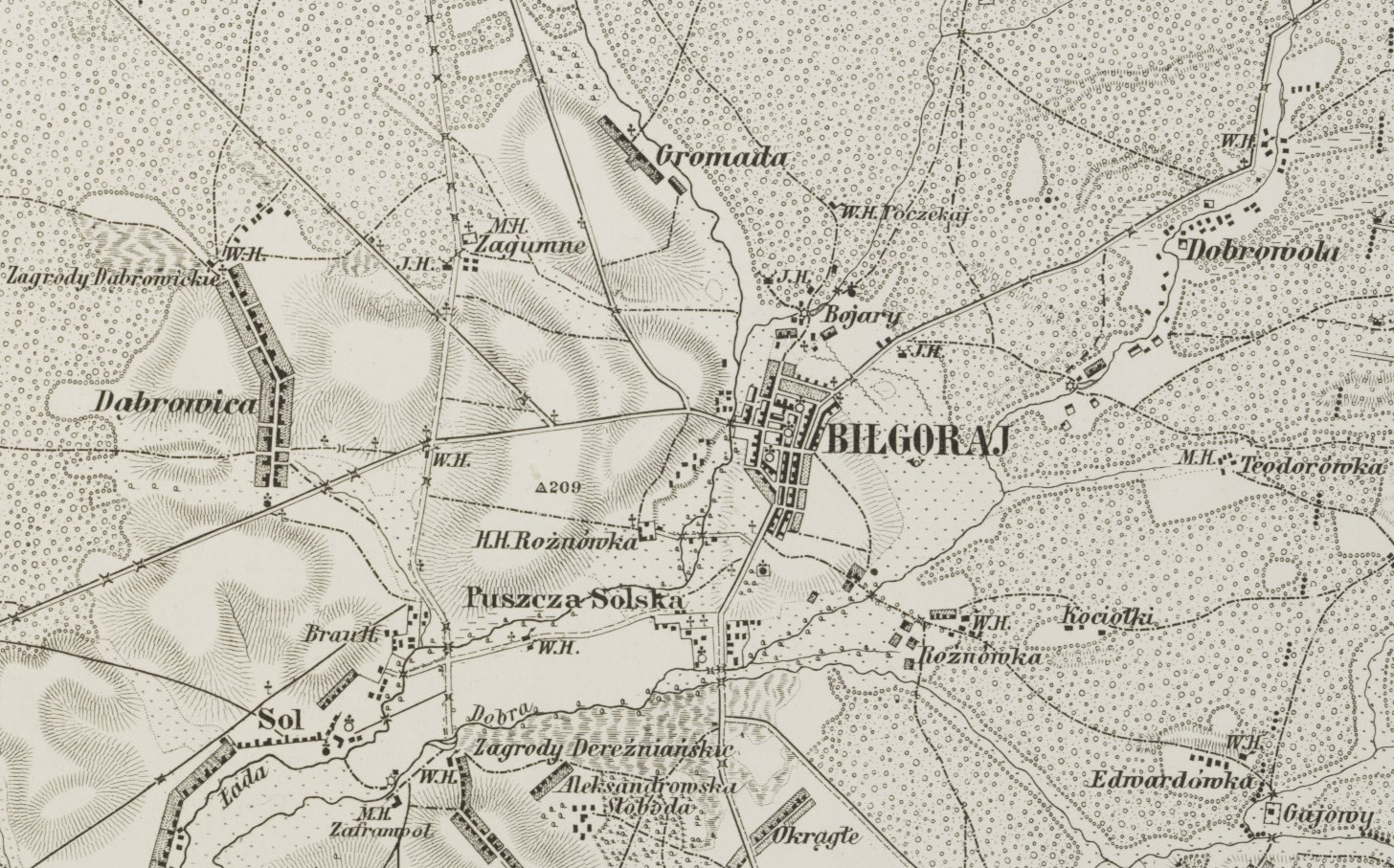
Biłgoraj na austriackiej mapie topograficznej z XIX w. W miejscu dzisiejszego osiedla Bagienna oznaczone są nieużytki, przez które przebiega droga prowadząca do Lublina.

Osiedle Bagienna – jedno z 12 osiedli (jednostek pomocniczych gminy), na jakie podzielone jest miasto Biłgoraj.

## Dane ogólne
Osiedle Bagienna znajduje się w północno-zachodniej części miasta. Sąsiaduje z Różnówką i Osiedlem im. Stefana Batorego (od południa), Śródmieściem i Bojarami (od wschodu). 
Wschodnią granicą osiedla Bagienna jest rzeka Biała Łada. Granicę południową wyznacza ciąg ulicy Lubelskiej oraz ulicy Stefana Batorego.
Przez osiedle przebiega droga wojewódzka nr 835, kierująca się w stronę Lublina i nosząca miano alei Jana Pawła II, oraz droga wojewódzka nr 858, stanowiąca ciąg Obwodnicy Północnej i kierująca się w stronę Zamościa. Równoleżnikowo ciągną się tędy również torowiska linii kolejowych nr 65 i 66.
Zabudowa osiedla Bagienna koncentruje się w jego południowo-wschodniej części, najbardziej zbliżonej do centrum miasta. Ma ona charakter wyłącznie jednorodzinny. Niewielka ilość zabudowy znajduje się też w osiedlu Zacisze, leżącym w północno-zachodniej części osiedla i nie mającym charakteru jednostki administracyjnej.
Na terenie osiedla znajdują się obszary przemysłowe, związane z działalnością branży energetycznej, obszary roślinności nadrzecznej, a także - w przeważającej części - użytki rolne. W granicach administracyjnych osiedla Bagienna leżą dwie nekropolie –- stary cmentarz (tzw. lapidarium) przy ul. Lubelskiej oraz cmentarz komunalny przy ul. Stefana Batorego.
Organem uchwałodawczym osiedla jako jednostki pomocniczej gminy miejskiej Biłgoraj jest Rada Osiedla. Organ wykonawczy to Zarząd Osiedla. Nazwa osiedla pochodzi od jednej ze znajdujących się w nim ulic.

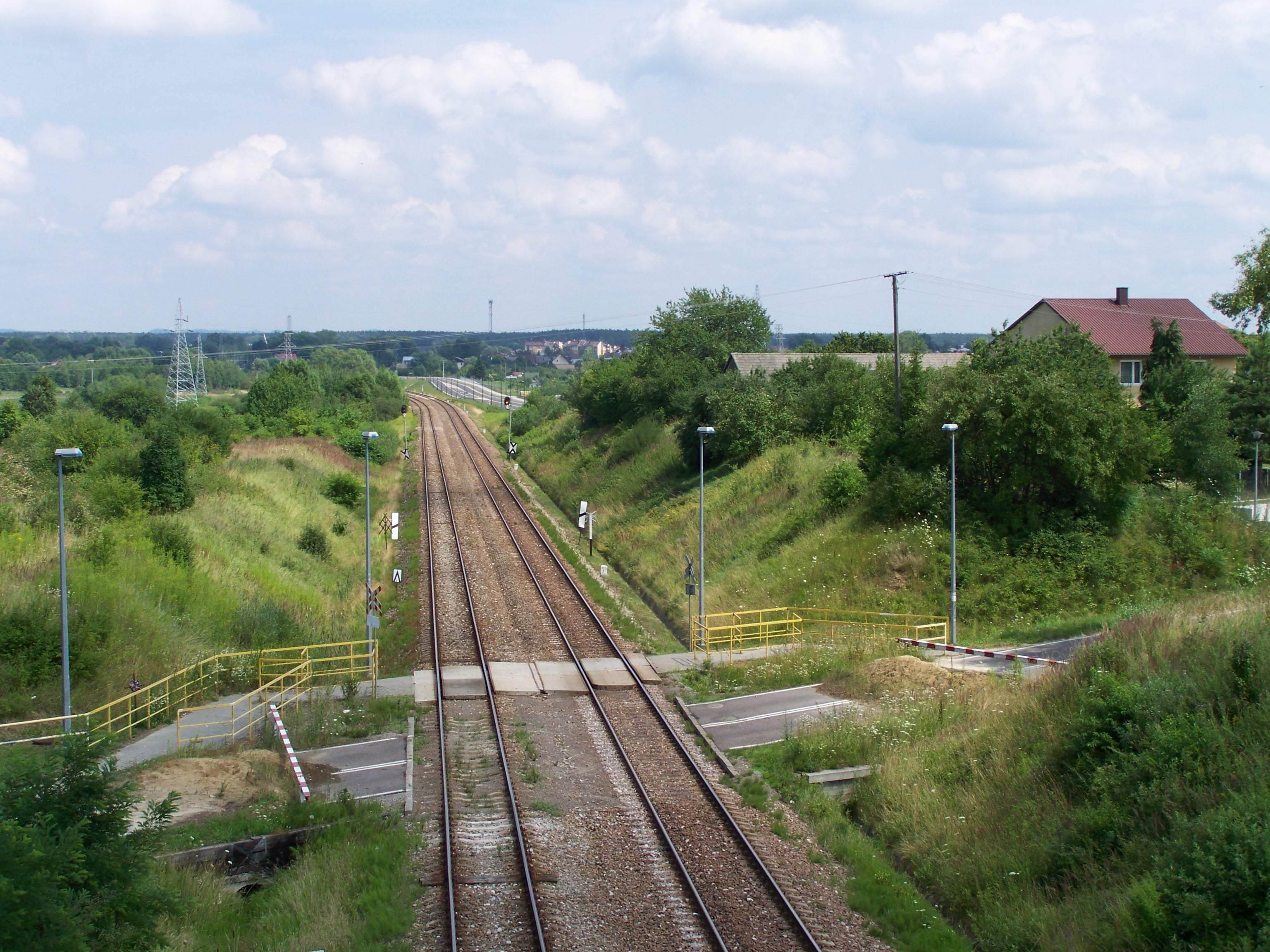
Torowiska linii kolejowych nr 65 i 66, widziane z wiaduktu przy alei Jana Pawła II.
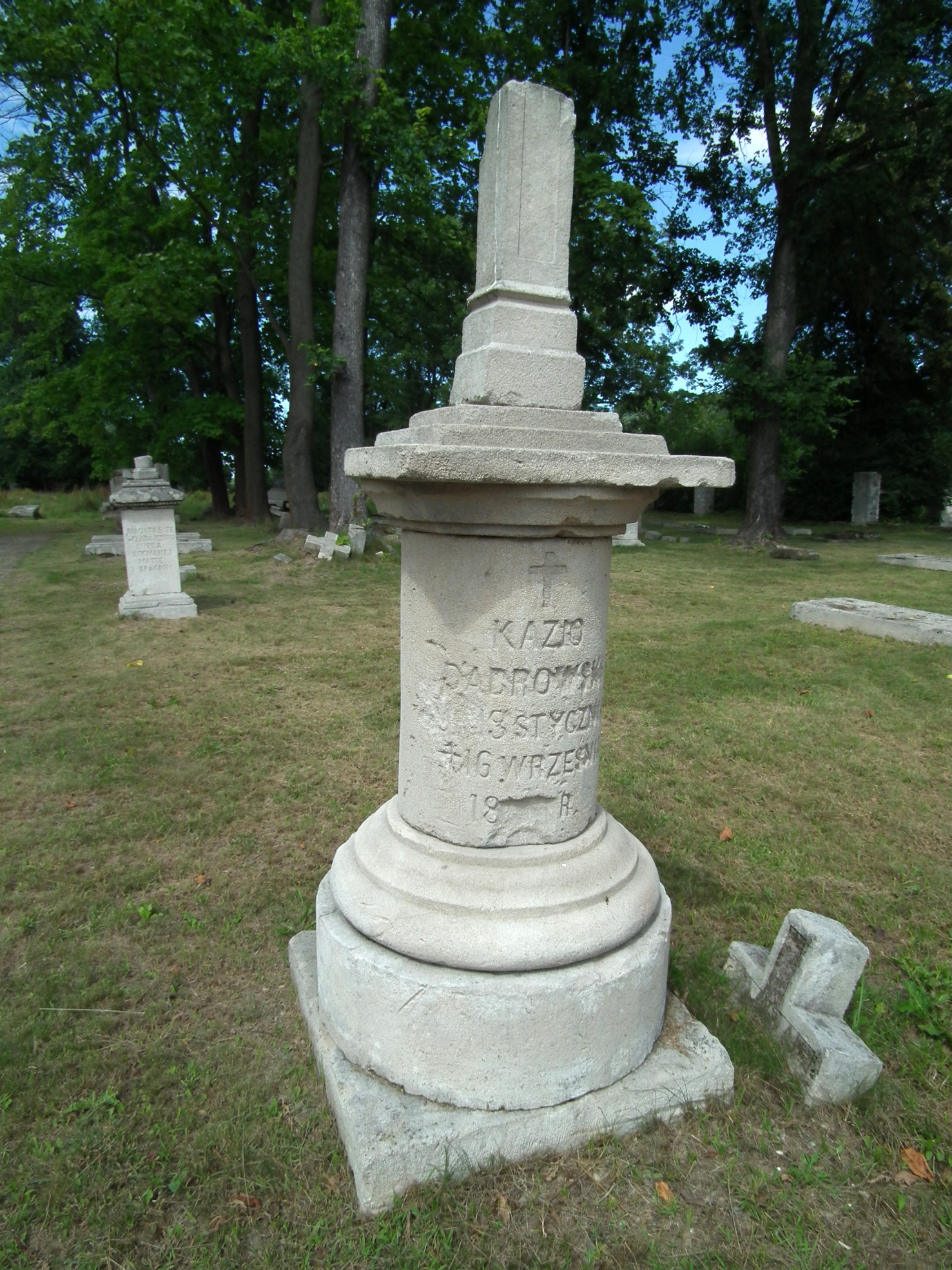
Jeden z zabytkowych pomników w Lapidarium sztuki cmentarnej.
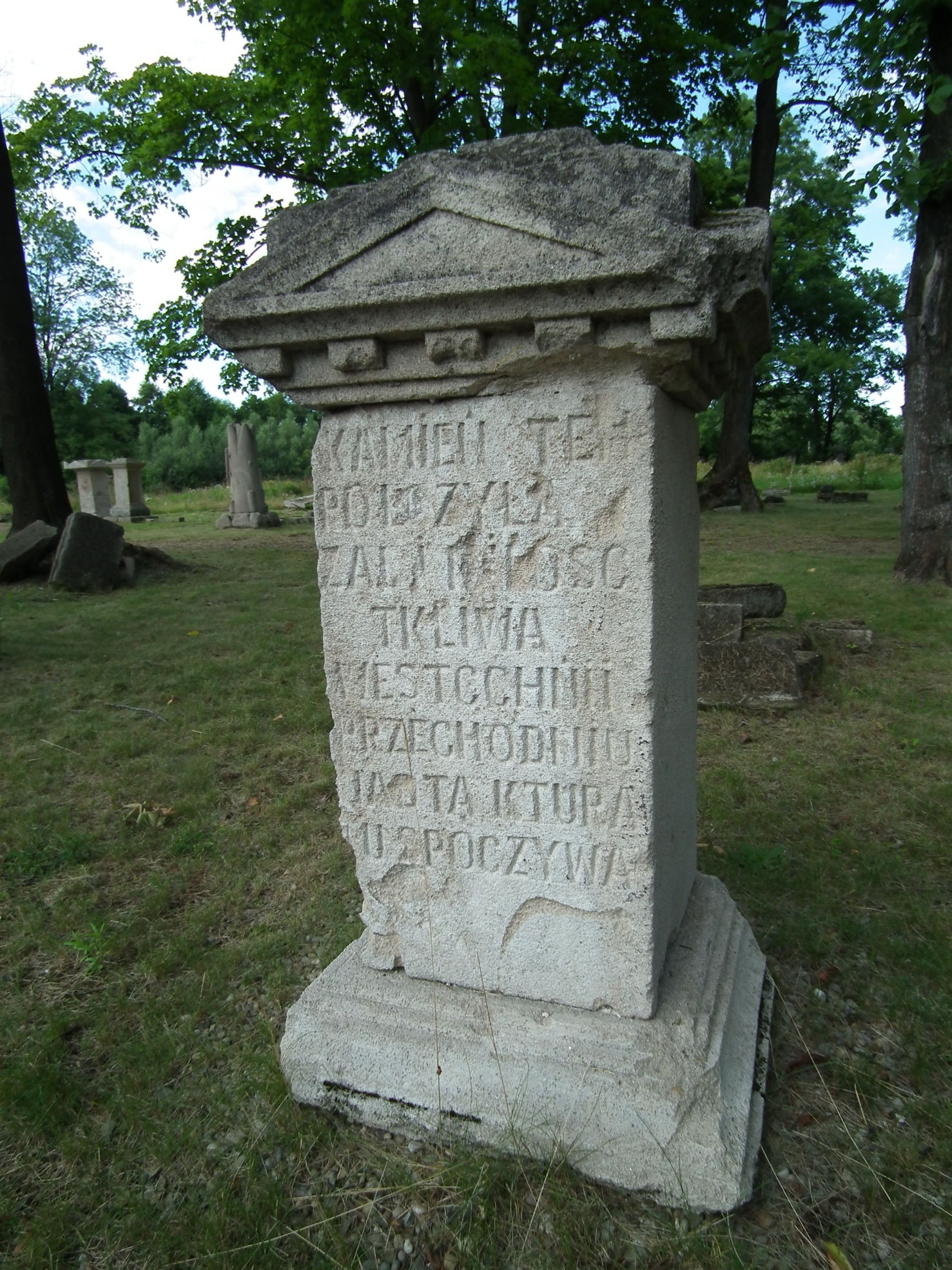
Jeden z zabytkowych pomników w Lapidarium sztuki cmentarnej.
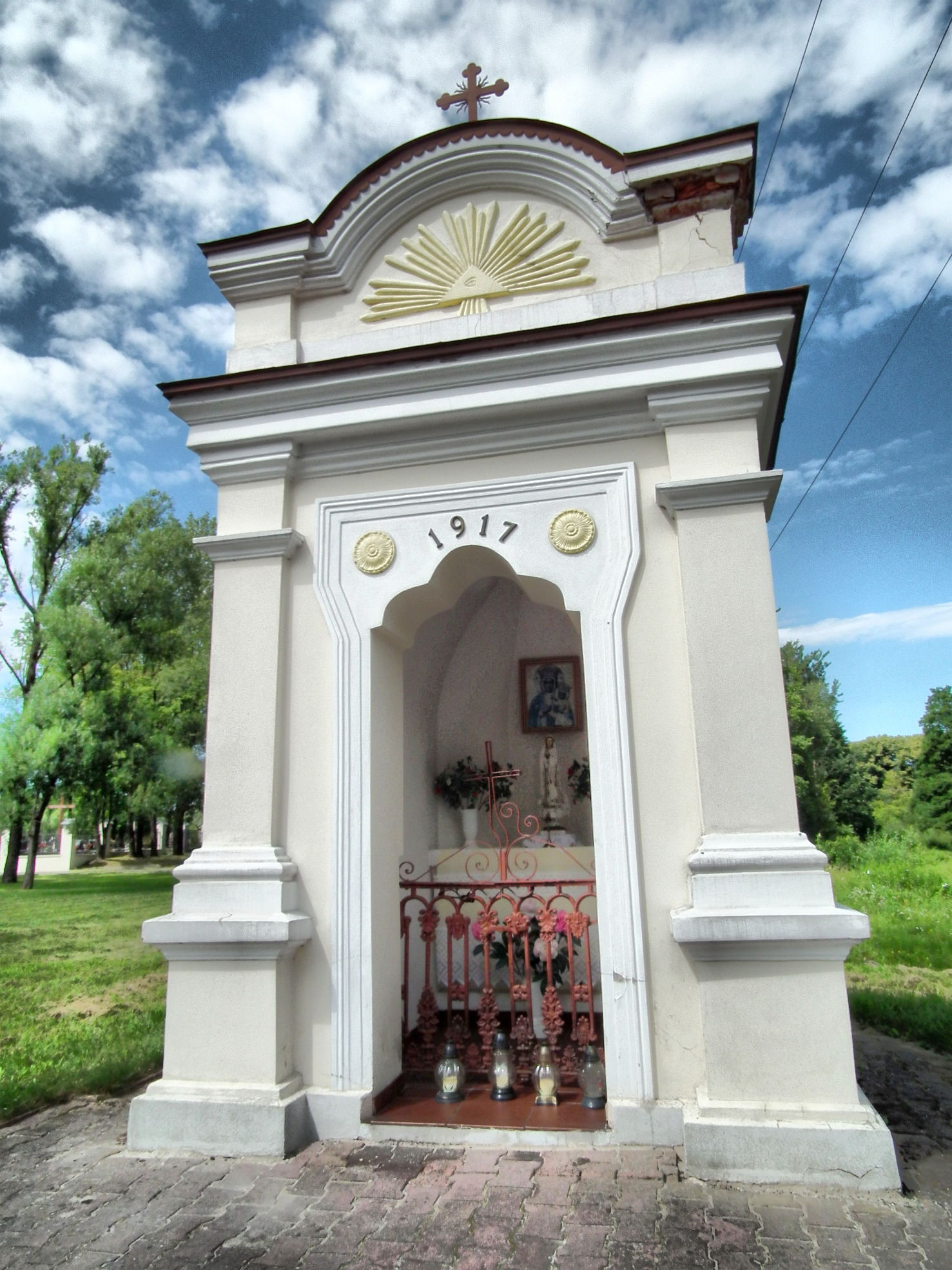
Kapliczka z 1917 r., stojąca przy ul. Lubelskiej.
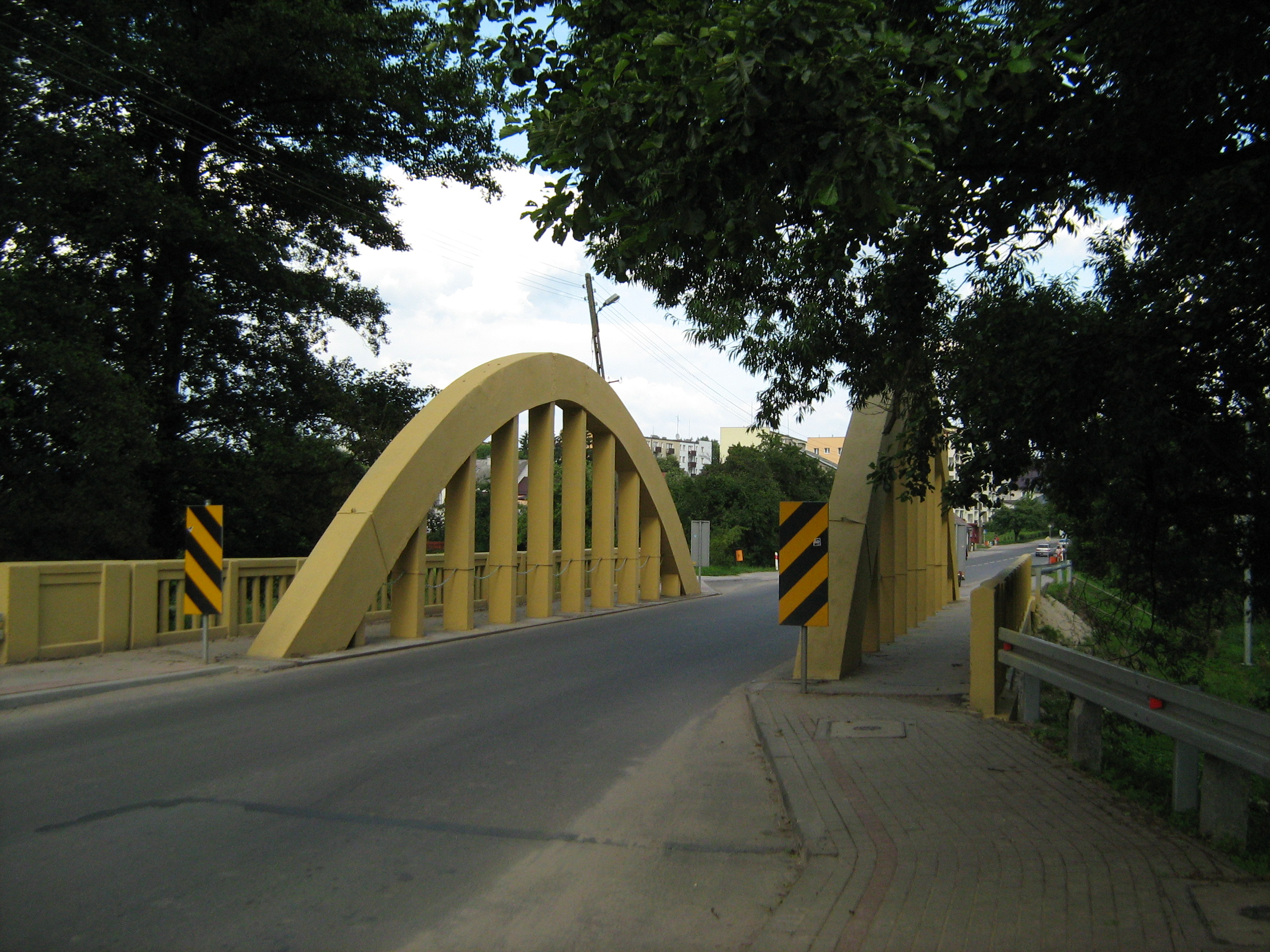
Most z lat 30. XX w. na ul. Lubelskiej, łączący os. Bagienna ze Śródmieściem.

## Informacje historyczne
W momencie powstania Biłgoraja w drugiej połowie XVI w. obszar dzisiejszego osiedla Bagienna nie spełniał żadnej istotnej funkcji. Był to niezurbanizowany teren, położony po zachodniej stronie miasta, oddzielony od niego Białą Ładą i najprawdopodobniej częściowo zabagniony. Przez Białą Ładę przerzucony był most; droga przez niego przechodząca – dzisiejsza ulica Lubelska – rozwidlała się w kierunkach Lublina i Krzeszowa. 
Na mapach z drugiej połowy XIX w. obszar oznaczany jest jako teren wciąż niezagospodarowany, z przebiegającymi przez niego drogami: w kierunku wioski Dąbrowica (dzisiejsza ul. Lubelska) i w kierunku Lublina (dzisiejsza ul. Janowska). Po północnej stronie pierwszej z nich od drugiej połowy XVIII w. funkcjonował cmentarz rzymskokatolicki – obecne lapidarium. Na mapach z okresu międzywojennego (1918-1939) w okolicy wymienionych dróg oznaczone są nieliczne, drobne zabudowania. 
Zabudowa oraz sieć ulic osiedla Bagienna powstały w latach 70. i 80. XX w. W drugiej połowie lat 70. wybudowano linię kolejową Zwierzyniec-Stalowa Wola, a niedługo później szerokotorową Linię Hutniczo-Siarkową. W latach 80. wytyczono obecną aleję Jana Pawła II, dzięki czemu ulica Janowska – wielowiekowy szlak, kierujący w stronę Lublina – przestała pełnić funkcję drogi wylotowej z miasta. W 2014 r. oddano do użytku Obwodnicę Północną, przeprowadzającą ruch tranzytowy przez północną część osiedla, wzdłuż wspomnianych wyżej linii kolejowych.
Osiedle Bagienna jako jednostkę podziału administracyjnego w sensie formalnym powołano do życia Uchwałą Rady Miasta w Biłgoraju z dnia 25 sierpnia 2004 r. Obecny Statut Rady Osiedla obowiązuje od 2008 r.